# Kurt Bodendorf
Kurt Bodendorf (* 28. Dezember 1898 in Deutsch-Eylau, Kreis Rosenberg in Westpreußen; † 22. Juli 1976 in Karlsruhe) war ein deutscher Chemiker und Pharmazeut.

## Leben
Kurt Bodendorf wurde als ältestes von drei Kindern geboren. Aufgewachsen ist er in Treuburg am Treuburger See. 1917 legte er die Reifeprüfung in Stolp ab, gefolgt von einem Jahr als Kriegsfreiwilliger in Frankreich, bei dem er leichte Blessuren davontrug. Nach der Rückkehr schloss er sich dem Grenzschutz Ost an. Sein Vater, preußischer Staatsbeamter, verstarb im Jahr 1920.
Bodendorf wurde dann Praktikant bei dem Apotheker Neumann in Treuburg.  Danach entschied er sich für ein Studium der Pharmazie und Chemie an der Universität Königsberg, an der er 1924 das pharmazeutische Staatsexamen bestand; nur ein Jahr später folgte das chemische Verbandsexamen. 1925 erhielt Bodendorf die Approbation als Apotheker. Im Jahr 1927 promovierte er bei Hans Meerwein zum Dr. phil. mit seiner Arbeit „Über die Geschwindigkeit der Benzopersäureoxydation von Olefinen und Aldehyden und ihre Beeinflussung durch Katalysatoren“. Bis 1929 blieb Bodendorf als Assistent von Meerwein in Königsberg. Diese Zeit als Assistent war für die berufliche Entwicklung Bodendorfs von großer Bedeutung, da Meerwein derjenige war, der Bodendorfs wissenschaftliche Persönlichkeit am meisten prägte. Danach ging Bodendorf an das Pharmazeutische Institut der Universität Berlin, an dem er bei Carl Mannich als Assistent arbeitete. Unter diesem habilitierte er sich 1932 für das Fach Pharmazeutische Chemie mit seiner Arbeit „Über ungesättigte Peroxyde“. Ebenfalls in der Zeit als Mannichs Assistent erhielt Bodendorf 1930 die Approbation als Nahrungsmittelchemiker. 
Als ihm 1935 ein Lehrstuhl für Pharmazeutische Chemie an der Universität Istanbul angeboten wurde, verließ Bodendorf Berlin und übernahm das Amt des Direktors des pharmazeutischen Instituts für drei Jahre. Im gleichen Jahr wurde er zusätzlich Ordinarius für Pharmazie sowie Direktor des pharmazeutischen Instituts an der Universität Breslau. Diese Ämter hatte er bis zur Schließung der Universität 1945 inne. Er trat zum 1. Mai 1933 der NSDAP bei (Mitgliedsnummer 2.633.222) und leitete später das Auslandsamt der Breslauer Dozentenschaft.
In den Nachkriegsjahren arbeitete er als freiberuflicher Chemiker in Oldenburg, bis er 1948 Ordinarius für Pharmazeutische Chemie und Direktor des pharmazeutischen Instituts an der Technischen Universität Karlsruhe wurde. Er übernahm diesen Posten nach dem Tod von Carl Mannich und führte ihn bis 1967 aus. Unter der Führung Bodendorfs wurde ein neues selbstständiges Institut aus anfangs bescheidenen Umständen aufgebaut.

## Werk
Kurt Bodendorf gilt as klassischer Organiker. In seiner Forschung in Berlin ging hauptsächlich um Autooxidation, basenkatalysierte Aldolisierung und die Mannich-Kondensation. Die Synthese von Tropanringsystemen war in Breslau ein herausragendes Forschungsergebnis. In Karlsruhe arbeitete er hauptsächlich an Konstitutionsaufklärungen und der Isolierung von Alkaloiden. Das „Lehrbuch der Pharmazeutischen Chemie“ war seine bekannteste und erfolgreichste Publikation. Zudem half er bei der Aufklärung der Mannich-Reaktion mit.

## Veröffentlichungen
- Kurzes Lehrbuch Der Pharmazeutischen Chemie, Springer Verlag, 1939